# Колодец в Ереване
«Колодец в Ереване» (азерб. İrəvanda bir quyu var), известная также как «В Ереване не осталось родинок» (азерб. İrəvanda xal qalmadı) или «В Ереване нету ханов» (азерб. İrəvanda xan qalmadı) — азербайджанская народная песня. В народе песня распространена и поётся певцами под названием «Что за родинка такая» (азерб. O xal nə xaldı…). Автором песни является видный азербайджанский ханенде Джаббар Карьягдыоглы. Песня зародилась на одной из свадеб в Эривани по просьбе отца невесты.

## История песни

### Создание песни

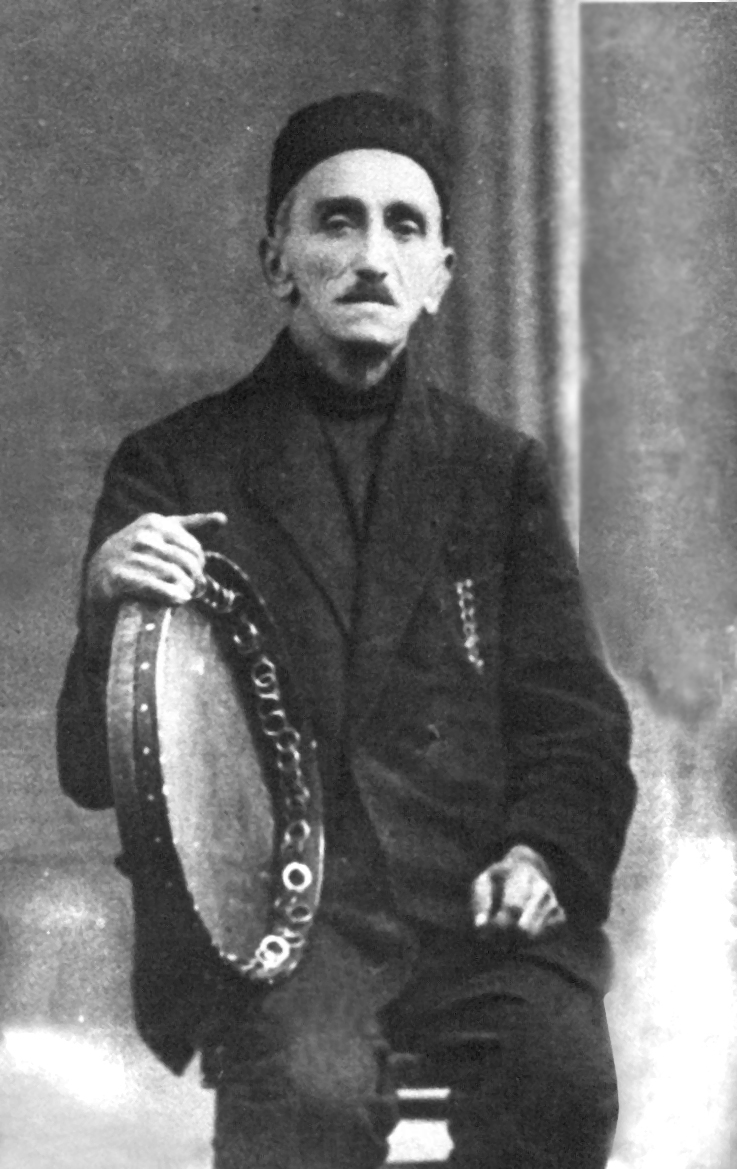
Джаббар Карьягдыоглы — автор слов и музыки песни

Автором как слов, так и музыки песни является известный исполнитель мугамов ханенде Джаббар Карьягдыоглы. История создания песни такова. В Эривани Джаббар Карьягдыоглы вёл свадьбу одного богатого человека. Во время хвалов жениху отец невесты полушутливо сказал, что почему не хвалят и невесту. Чтобы не обидеть отца невесты, ханенде попросил сказать ему какие-нибудь приметы невесты. Ему сообщили, что у невесты на лице имеется пара родинок. В то время невесту не показывали гостям. Тогда Джаббар Карьягдыоглы, тут же сочинив слова, связал их с музыкой, спев эту песню. Так случайным образом была создана эта песня. И после Джаббара Карьягдыоглы мастера мугамов пели эту песню с удовольствием. Со временем песня стала известна не по имени её автора, а как народная. Долгие годы песню представляли публике как народную. Вскоре, однако, песня стала исполняться на радио и телевидении с упоминанием подлинного автора.
Однако, существует мнение, что песня должна исполняться не как «İrəvanda xal qalmadı», а как «İrəvanda xan qalmadı» («В Ереване нету ханов», эта строка встречается и в русском переводе К. Симонова). Считается, что песня связана с любовью ханов к красивым девушкам в Эривани. Однако, эти мнения беспочвенны. Есть мнение, что песня отражает упадок Эриванского ханства, и что подлинное название этой народной песни именно «İrəvanda xan qalmadı» («В Ереване нету ханов»).

### Переводы и издания
— Ереван из-за тебя с ума сошёл,

Что за родинки на щеках навела?

Всё сердце мужчин в Шеки сгорят дотла, —

Что за родинки в щеках навела?

Ты скажи, как навести ты их смогла?

— Эти родинки мои — мои дела,

Что за дела вам, что я их навела?

Милый скажет — наведу их без числа…
В 1939 году песня была опубликована на турецком языке в Стамбуле в сборнике «Азербайджанские народные песни и мани» (тур. Azerbaycan halk şarkı ve manileri) (издательство «Tecelli Basımevi»). Составителем сборника был служащий 3-го Гянджинского пехотного полка Национальной армии Азербайджана Али Волкан.
В 1956 году текст песни вместе с нотами и переводом Иосифа Оратовского на русский язык был опубликован в Баку в сборнике «Азербайджанские народные песни». Запись нот была сделана Саидом Рустамовым с напевов Джаббара Карьягдыоглы и певца-любителя и собирателя народных песен Агалара Аливердыбекова (в 1981 году сборник был переиздан).
В Ереване нету ханов,

В Шеки больше нет султанов,

Больше я теперь не стану.

Что за родинки, девица,

На лице твоём сидят?
В 1960 году песня появилась на русском языке в переводе Константина Симонова в «Антологии азербайджанской поэзии», изданной под редакцией Павла Антокольского и Чингиза Гусейнова. В переводе Симонова песня была опубликована и в издании «Народная поэзия Азербайджана» (Ленинград, 1978). Симонов перевёл всего пять строф, тогда как в азербайджанском варианте известны ещё несколько строф этой песни.

### Дальнейшая история песни
Запись песни в исполнении Джаббара Карьягдыоглы не сохранилась. После Карьягдыоглы песню в 1960-х годах исполнял Хан Шушинский и записал на ленту. Шушинского считали последователем Карьягдыоглы, поэтому первоначальный вариант песни остался неизменным. К песне обращались Бюльбюль, Сеид Шушинский, Абульфат Алиев и другие певцы. Однако и эти записи не сохранились. Единственной сохранившейся записью песни является запись в исполнении Ягуба Мамедова.
Позже песню исполняли Ариф Бабаев, Джанали Акперов, Баба Махмудоглы, Гадир Рустамов, Эйнулла Джабраилов и другие певцы. Песня требует исполнения двумя певцами. Однако в основном песню исполняют соло. Среди женщин — исполнительниц песни можно назвать имена Эльмиры Рагимовой, Эльмиры Мамедовой, Гандаб Гулиевой, Самаи Исмаиловой. Исполнение песни относится также к 1980-м годам. Именно в этот период песня была на вершине своей славы. Баба Махмудоглы и Эльмира Мамедова были первыми, кто исполнил песню в дуэте. Эта песня была записана в середине 1980-х годов.
В числе первых современных исполнителей, обратившихся к этой песне, была Роя. В её исполнении песня представляет собой современную, ритмичную аранжировку, носящую танцевальный характер.
В 2001 году в Баку текст песни в форме дуэта юноши и девушки был опубликован в сборнике «Тысяча и одна песня», изданном публицистом Рафиком Бабаевым
В 2007 году на Общественном телевидении Азербайджана был показан документальный фильм, рассказывающий историю песни.

## Структура песни
В этой народной песне преобладают жизнерадостные чувства. Лирический герой песни любуется красотой своей возлюбленной. У него весёлое настроение. Он радуется жизни и встречает песней утреннюю зарю. Главный герой может говорить и о печали, и о разлуке, но в общем он беззаботен, даже игрив и верит в удачу и радость.
В Ереване рынок Чарсы,

Там невеста бродит часто —

Гонит горе, дарит счастье.

Что за родинки, девица,

На лице твоем сидят?
В оригинале каждая строфа состоит из семи стихотворных строк. Первые три являются восьмисложными. Эти строки, в которых герой как бы выдаёт «информацию» — описывает героиню, рифмуются между собой. Четвёртая и пятая строки представляют собой обращение к героине с вопросом. Шестая и седьмая строки это вариант вопроса-обращения. В русском переводе Симонов опустил две строчки, повторяющие вопрос.
Несмотря на сокращения и на отсутствие дословной точности, перевод в основном правильный. Он передает игриво-жизнерадостный тон подлинника, его задорный, молодой настрой. Гораздо богаче (и в этом отношении также ближе к оригиналу) рифма, которая местами передаёт, а местами намекает на звуковую игру азербайджанской песни. Детали песни также сохранены. Они придают ей особую характерность: сладкая вода, рынок Чарсы, ножны кинжала и т. д.
Симонов сократил строфы с семи до пяти строк, учитывая, что песня в книге будет читаться, а не петься. Однако, данную переделку воспринимают как потерю, поскольку повторяемость вопроса в оригинале вызывается её общим настроением, её игривостью, и в этом смысле последние строки необходимы и интересны, особенно если передать их вариантность («ай гыз, ай наз» и т. д.), что по-русски является не сложным процессом.

## В культуре
В 1984 году азербайджанским писателем Гидаятом Оруджевым была написана одноимённая пьеса «İrəvanda xal qalmadı». Опубликована в сборнике «Эриванская песня» (Ереван, 1984). В 2007 году пьеса была поставлена на сцене Азербайджанского государственного драматического театра народным артистом Азербайджана Агакиши Кязимовым.
Песня звучит в азербайджанском документальном фильме 2007 года «Ереван и ереванцы» (азерб. İrəvan və irəvanlılar), посвящённом истории Эриванского ханства.